# اولیور (کالیفرنیا)
اولیور (به انگلیسی: Oliver) یک منطقهٔ مسکونی در ایالات متحده آمریکا است که در شهرستان یوبا، کالیفرنیا واقع شده‌است. اولیور ۱۶ متر بالاتر از سطح دریا واقع شده‌است.